# Jure Košir
Jure Košir [júre košír], slovenski alpski smučar in raper, * 24. april 1972, Jesenice.
Jure je prvi mednarodni uspeh dosegel na mladinskem svetovnem prvenstvu v norveškem Hemsdalu, kjer je leta 1991 postal mladinski svetovni prvak v superveleslalomu.
V članski konkurenci se je osredotočil na tehnične discipline, zlasti na slalom, kjer je hitro napredoval. Svoj prvi vrhunec je dosegel v sezoni 1993/94, ko je dosegel sploh prvo smučarsko zmago za reprezentanco samostojne Slovenije, na olimpijskih igrah v Lillehammerju osvojil bronasto medaljo ter bil tretji v slalomski razvrstitvi svetovnega pokala. Uspešen je bil tudi v naslednji sezoni svetovnega pokala.  Nastopil je na petih Svetovnih prvenstvih v alpskem smučanju. V tehničnih disciplinah je v hrbet gledal le prijatelju, tisto leto skorajda nepremagljivemu italijanskemu velezvezdniku Albertu Tombi, ter sezono zaključil kot drugi v veleslalomski ter tretji v slalomski in skupni razvrstitvi. 
Naslednjih nekaj sezon je prebil tik pod svetovnim vrhom. Drugi vrhunec je prišel v sezoni 1998/99, ko je dobil še dve slalomski tekmi, med njima tudi »domačo« v Kranjski Gori. Sezono je končal na drugem mestu posebne slalomske razvrstitve svetovnega pokala. V naslednjih letih je pričel postopoma izgubljati stik s svetovnim vrhom. Njegova bogata tekmovalna kariera se je zaključila s koncem sezone 2005/06. Poleg treh zmag je še sedemnajstkrat stopil na zmagovalne stopničke, in sicer petnajstkrat v slalomu in dvakrat v veleslalomu.
Še v času smučarske kariere se je podal v glasbene vode in posnel nekaj raperskih skladb. Bil je član skupin Košir's rap team in Pasji Kartel. Do leta 2016 je bil poročen z dve leti mlajšo ženo Alenko Košir (z dekliškim priimkom Ružić), s katero imata tri otroke. Njuna prvorojenka Alina se je rodila januarja 2003, druga hči Anika 5.julija 2005, in sin Jalen oktobra 2007. Jure Košir je sedaj poslovnež, ki živi s svojo novo partnerico Simono Škrobar (1981) v Ljubljani. 
Leta 2019 je bil sprejet v Hram slovenskih športnih junakov. Leta 2025 je na izredni podelitvi prejela Bloudkovo nagrado po novem zakonu za nazaj.

## Zmage v svetovnem pokalu
| Sezona  | Datum             | Disciplina | Prizorišče           | Država    |
| ------- | ----------------- | ---------- | -------------------- | --------- |
| 1993/94 | 20. december 1993 | slalom     | Madonna di Campiglio | Italija   |
| 1998/99 | 6. januar 1999    | slalom     | Kranjska Gora        | Slovenija |
| 1998/99 | 24. januar 1999   | slalom     | Kitzbühel            | Avstrija  |

### Skupna razvrstitev
| Sezona | Diciplina  | #  |
| ------ | ---------- | -- |
| 1994   | slalom     | 3. |
| 1995   | veleslalom | 2. |
| 1995   | slalom     | 3. |
| 1995   | skupno     | 3. |
| 1999   | slalom     | 2. |